# El Castell de Guadalest
El Castell de Guadalest (em valenciano e oficialmente) ou Guadalest (em castelhano) é um município da Espanha na província de Alicante, Comunidade Valenciana. Tem 15,97 km² de área e em 2021 tinha 243 habitantes (densidade: 15,2 hab./km²).
Pertence à rede das Aldeias mais bonitas de Espanha e foi declarado Sítio Histórico-Artístico em 1974.

## Demografia
| Variação demográfica do município entre 1991 e 2004 | Variação demográfica do município entre 1991 e 2004 | Variação demográfica do município entre 1991 e 2004 | Variação demográfica do município entre 1991 e 2004 |
| --------------------------------------------------- | --------------------------------------------------- | --------------------------------------------------- | --------------------------------------------------- |
| 1991                                                | 1996                                                | 2001                                                | 2004                                                |
| 165                                                 | 169                                                 | 180                                                 | 204                                                 |

## História
Se bem que atraia grande número de veraneantes de Benidorm, a localidade de Castell de Guadalest permanece intacta, em grande parte porque a parte antiga só é acessível a pé, através de uma única entrada: um túnel cortado na rocha onde se erguem as ruínas do castelo e a característica torre da igreja.
Guadalest, ao que parece foi fundada pelos mouros, que aí esculpiram terraços nas colinas em volta e os cultivaram. Ainda são irrigados pelos diques originais, construídos pelos mouros. A povoação foi muito afectada por terramotos em 1644 e 1748.
A partir da praça principal, uma escadaria dá acesso ao castelo de onde se podem avistar vistas magníficas das montanhas em redor.

## Museus
- Museu das Miniaturas

No Museu das Miniaturas podem ver-se versões microscópicas da Última Ceia de Leonardo da Vinci, pintada num grão de arroz, da Maja Desnuda de Goya, pintada na asa de uma mosca e até uma escultura de um camelo a passar pelo buraco de uma agulha.
- Museu de Instrumentos de tortura
- Museu Municipal Casa Orduña (edificação desta família nobre, do século XVI